# گاتانگ
گاتانگ (به لاتین: Gatang) یک منطقهٔ مسکونی در جمهوری خلق چین است که در منطقه خودمختار تبت واقع شده‌است.